# سواني جابر
قرية سواني جابر هي إحدى القرى التابعة لمركز الضبعة في محافظة مطروح في جمهورية مصر العربية. حسب إحصاءات سنة 2018، بلغ إجمالي السكان في سواني جابر 986 نسمة، منهم 490 رجل و 496 امرأة.